# Dicotylédones vraies
« Eudicotyledoneae » redirige ici.  Pour la classification phylogénétique, voir Eudicotyledoneae (classification phylogénétique).
Clade
Taxons de rang inférieur
- Voir le texte

Les Dicotylédones vraies ou Eudicotylédones (Eudicotyledoneae) sont un clade de plantes à fleurs important dans les classifications phylogénétiques APG. Ce groupe est aussi appelé parfois Tricolpata ou Tricolpatae en raison de ses grains de pollen qui possèdent trois apertures (colpus). C'est aussi sur ce caractère que se fonde la monophylie du groupe, le groupe des dicotylédones sensu lato étant paraphylétique. Ce clade contient la plupart des Dicotylédones traditionnelles.
D'après des calculs utilisant l'horloge moléculaire, la lignée menant aux Dicotylédones vraies se serait séparée des autres plantes il y a environ 134 millions d'années ou 155-160 millions d'années.

## Classification APG III

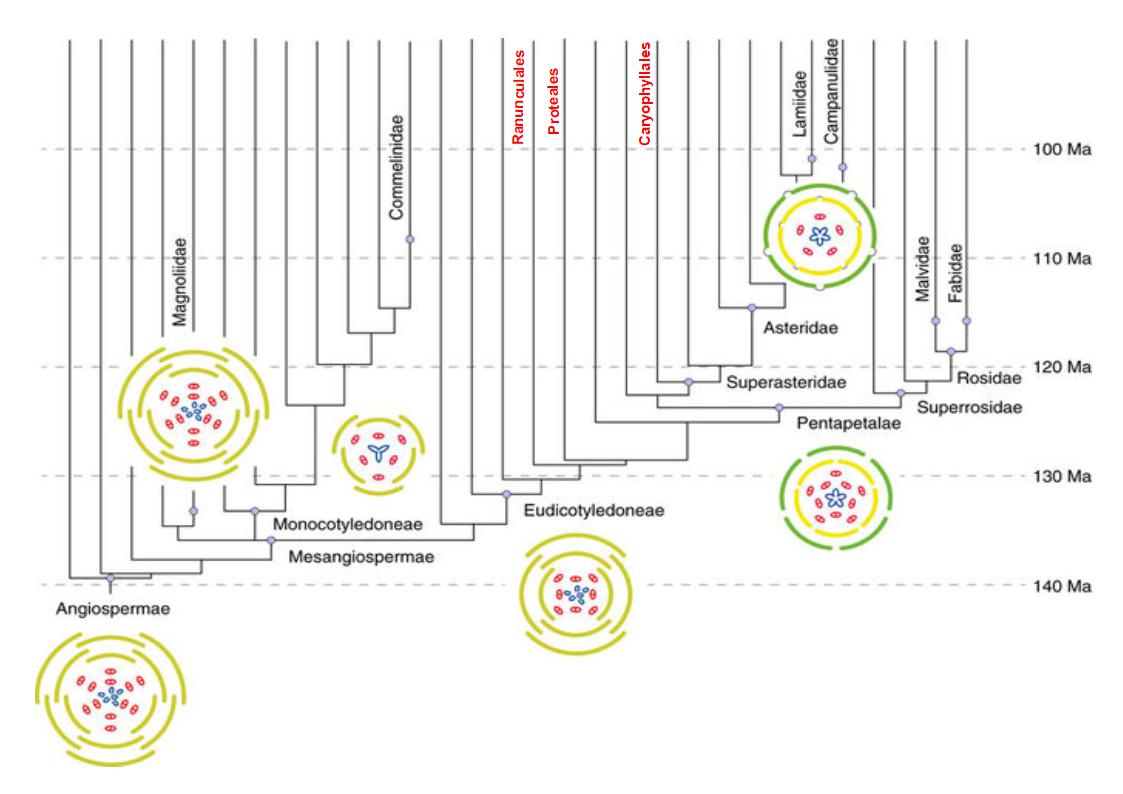
Évolution florale représentée par les diagrammes floraux, avec le clade des Eudicotylédones.

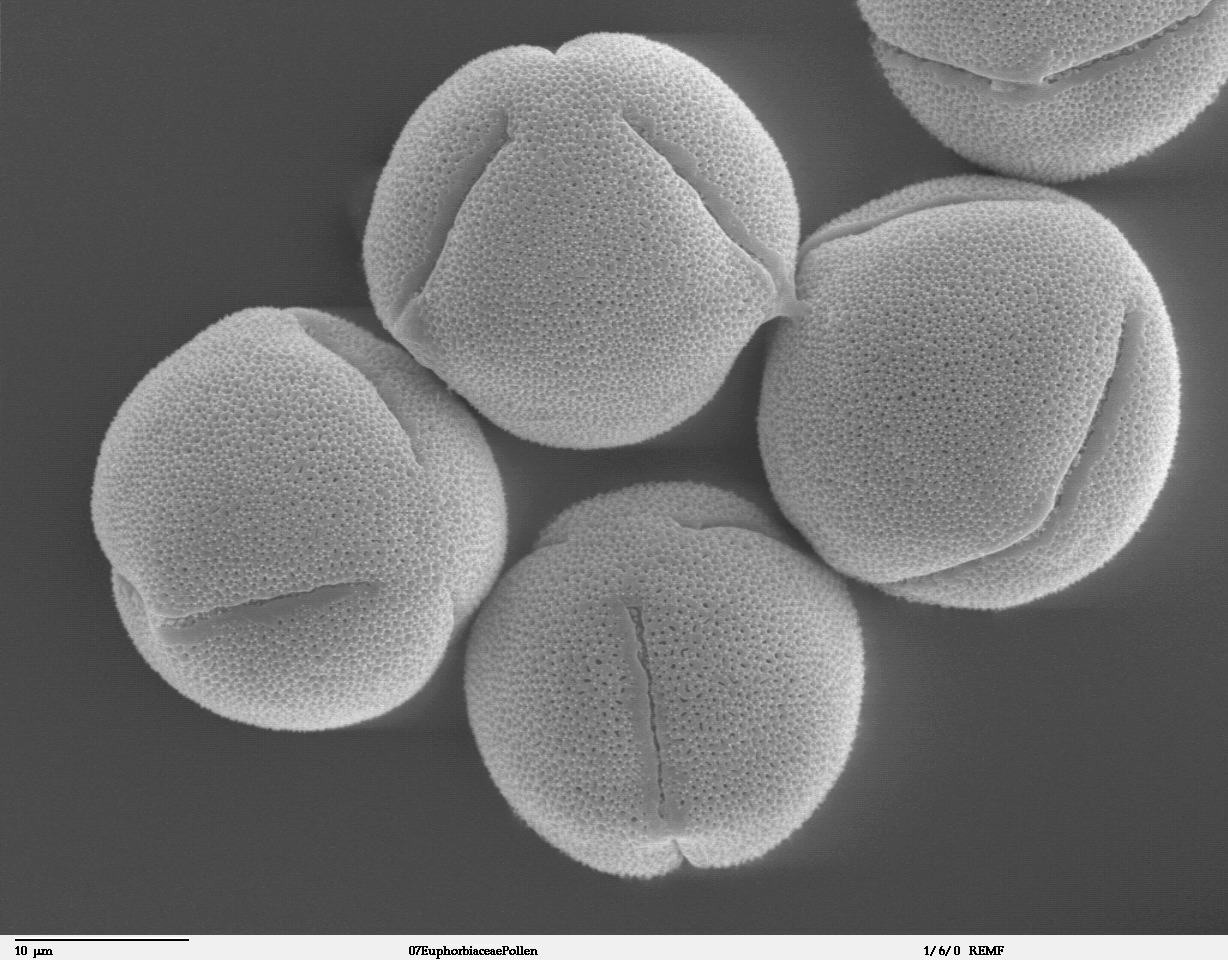
Ricinus communis, grains tricolpés (morphologie présentant trois sillons - colpi - qui participent à la reconnaissance du type pollinique).

En classification phylogénétique APG III (2009), les dicotylédones vraies sont divisées en 39 ordres (et trois familles). Leur composition et leur emplacement sur l'arbre phylogénétique du vivant sont détaillés par le cladogramme suivant :
- groupe des Mésangiospermes (Mesangiospermae, en anglais « mesangiosperms »)
  - 
    - Chloranthales
    - clade des Magnoliidées (Magnoliidae, en anglais « magnoliids »)

  - 
    - clade des Monocotylédones (en anglais « monocotyledons » ou « monocots »)
    - 
      - Ceratophyllales
      - clade des Eudicotylédones ou Dicotylédones vraies (en anglais « eudicots » ou « eudicotyledons »)
        - Ranunculales
        - 
          - Sabiaceae
          - Proteales
          - 
            - Buxales
            - Trochodendrales
            - clade des Eudicotylédones supérieures ou Noyau des Dicotylédones vraies (en anglais « core eudicots » ou « core eudicotyledons »)
              - Gunnerales
              - 
                - Dilleniaceae
                - 
                  - Saxifragales
                  - clade des Rosidées (Rosidae, en anglais « rosids »)
                    - Vitales
                    - 
                      - clade des Fabidées ou Eurosidées I (Fabidae, en anglais « eurosids I » ou « fabids »)
                        - Zygophyllales
                        - 
                          - 
                            - Celastrales
                            - 
                              - Oxalidales
                              - Malpighiales

                          - 
                            - Fabales
                            - 
                              - Rosales
                              - 
                                - Fagales
                                - Cucurbitales

                      - clade des Malvidées ou Eurosidées II (Malvidae, en anglais « eurosids II » ou « malvids »)
                        - 
                          - Myrtales
                          - Geraniales

                        - 
                          - Crossosomatales
                          - 
                            - Picramniales
                            - 
                              - Sapindales
                              - 
                                - Huerteales
                                - 
                                  - Brassicales
                                  - Malvales

                - 
                  - Berberidopsidales
                  - 
                    - Santalales
                    - 
                      - Caryophyllales
                      - clade des Astéridées (Asteridae, en anglais « asterids »)
                        - Cornales
                        - 
                          - Ericales
                          - 
                            - clade des Lamiidées ou Euastéridées I (Lamiidae, en anglais « euasterids I » ou « lamiids »)
                              - Garryales
                              - 
                                - Gentianales
                                - Boraginaceae
                                - 
                                  - Lamiales
                                  - Solanales

                            - clade des Campanulidées ou Euastéridées II (Campanulidae, en anglais « euasterids II » ou « campanulids »)
                              - Aquifoliales
                              - 
                                - Escalloniales
                                - Asterales
                                - 
                                  - Bruniales
                                  - 
                                    - Apiales
                                    - 
                                      - Dipsacales
                                      - Paracryphiales

## Précédentes classifications
Pour rappel, voilà la classification phylogénétique APG II (2003) :
- clade des « Dicotylédones vraies » ou Eudicotylédones :
  -     -       - famille des Buxaceae [+ famille des Didymelaceae]
      - famille des Sabiaceae
      - famille des Trochodendraceae [+ famille des Tetracentraceae]

    - ordre des Ranunculales
    - ordre des Proteales

  - clade « noyau des Dicotylédones vraies » ou « Eudicotylédones supérieures »
    -       -         - famille des Aextoxicaceae
        - famille des Berberidopsidaceae
        - famille des Dilleniaceae

      - ordre des Gunnerales
      - ordre des Caryophyllales
      - ordre des Saxifragales
      - ordre des Santalales

    - clade des Rosidées
      -         -           - famille des Aphloiaceae
          - famille des Geissolomataceae
          - famille des Ixerbaceae
          - famille des Picramniaceae
          - famille des Strasburgeriaceae
          - famille des Vitaceae

        - ordre des Crossosomatales
        - ordre des Geraniales
        - ordre des Myrtales

      - clade des Fabidées
        -           -             - famille des Zygophyllaceae [+ famille des Krameriaceae]
            - famille des Huaceae

          - ordre des Celastrales
          - ordre des Malpighiales
          - ordre des Oxalidales
          - ordre des Fabales
          - ordre des Rosales
          - ordre des Cucurbitales
          - ordre des Fagales

      - clade des Malvidées
        -           -             - famille des Tapisciaceae

          - ordre des Brassicales
          - ordre des Malvales
          - ordre des Sapindales

    - clade des Astéridées
      -         - ordre des Cornales
        - ordre des Ericales

      - clade des Lamiidées
        -           -             - famille des Boraginaceae
            - famille des Icacinaceae
            - famille des Oncothecaceae
            - famille Vahliaceae

          - ordre des Garryales
          - ordre des Solanales
          - ordre des Gentianales
          - ordre des Lamiales

      - clade des Campanulidées :
        -           -             - famille des Bruniaceae
            - famille des Columelliaceae [+ famille Desfontainiaceae]
            - famille des Eremosynaceae
            - famille des Escalloniaceae
            - famille des Paracryphiaceae
            - famille des Polyosmaceae
            - famille des Sphenostemonaceae
            - famille des Tribelaceae

          - ordre des Aquifoliales
          - ordre des Apiales
          - ordre des Dipsacales
          - ordre des Asterales

N.B.: + .... = famille optionnelle

## Classifications plus récentes
Depuis la parution de APG II, Angiosperm Phylogeny Website publie régulièrement une nouvelle version de cette classification. Ces modifications sont partiellement reprises par le National Center for Biotechnology Information (NCBI).
Voici la version du 18 août 2009 :
- clade des « Dicotylédones vraies » :
  - ordre des Buxales (ajout à APGII, contenant les familles des Buxaceae et des Didymelaceae)
  - ordre des Sabiales (ajout à APGII, contenant la famille des Sabiaceae)
  - ordre des Trochodendrales (ajout à APGII, contenant les familles des Trochodendraceae et des Tetracentraceae)
  - ordre des Ranunculales
  - ordre des Proteales
  - clade « noyau des Dicotylédones vraies »
    - ordre des Berberidopsidales (ajout à APGII, contenant les familles des Aextoxicaceae et des Berberidopsidaceae)
    - ordre des Dilleniales (ajout à APGII, contenant la famille des Dilleniaceae)
    - ordre des Gunnerales
    - ordre des Caryophyllales
    - ordre des Saxifragales
    - ordre des Santalales

  - clade des Rosidées
    -       - ordre des Crossosomatales (existant en APGII, auquel ont été ajoutées les familles des Aphloiaceae, des Geissolomataceae, des Ixerbaceae et des Strasburgeriaceae)
      - ordre des Vitales (ajout à APGII, contenant la famille des Vitaceae)
      - ordre des Crossosomatales
      - ordre des Geraniales
      - ordre des Myrtales

    - clade des Fabidées
      -         - ordre des Zygophyllales (ajout à APGII, contenant les familles Zygophyllaceae et Krameriaceae)
        - ordre des Celastrales
        - ordre des Malpighiales
        - ordre des Oxalidales (existant en APGII, auquel a été ajoutée la famille des Huaceae)
        - ordre des Fabales
        - ordre des Rosales
        - ordre des Cucurbitales
        - ordre des Fagales

    - clade des Malvidées
      -         - ordre des Huerteales (ajout à APGII, contenant la famille des Tapisciaceae)
        - ordre des Brassicales
        - ordre des Malvales
        - ordre des Sapindales
        - ordre des Picramniales (ajout à APGII, contenant la famille des Picramniaceae)

  - clade des Astéridées
    -       - ordre des Cornales
      - ordre des Ericales

    - clade des Lamiidées
      -         -           - famille des Boraginaceae
          - famille des Icacinaceae
          - famille des Oncothecaceae
          - famille des Vahliaceae

        - ordre des Garryales
        - ordre des Solanales
        - ordre des Gentianales
        - ordre des Lamiales

    - clade des Campanulidées
      -         - ordre des Aquifoliales
        - ordre des Apiales
        - ordre des Dipsacales
        - ordre des Asterales
        - ordre des Paracryphiales (ajout à APGII, contenant la famille des Paracryphiaceae dans laquelle a été inclus le contenu de la famille des Sphenostemonaceae)
        - ordre des Escalloniales (ajout à APGII, contenant la famille des Escalloniaceae dans laquelle a été inclus le contenu des familles des Tribelaceae, des Polyosmaceae et des Eremosynaceae)
        - ordre des Bruniales (ajout à APGII, contenant les familles des Bruniaceae et des Columelliaceae)

NB : + ... = famille optionnelle